# Georg Wichura
Carl Georg Wichura (né le 15 décembre 1851 à Ratibor et mort le 11 décembre 1923 à Francfort-sur-l'Oder) est un général d'infanterie prussien pendant la Première Guerre mondiale.

## Biographie
Wichura s'engage le 15 septembre 1872 comme cadet dans le 51e régiment d'infanterie de l'armée prussienne à Breslau. Il est nommé enseigne et dix mois plus tard promu sous-lieutenant. En tant que tel, il sert à partir du 1er novembre 1876 comme adjudant du IIe bataillon. Du 1er octobre 1880 au 23 juillet 1883, Wichura est envoyé à l'académie de guerre pour poursuivre sa formation. Il est ensuite promu premier lieutenant le 16 août 1883. Le 15 août 1885, il est muté à Bromberg, où il est adjudant de la 8e brigade d'infanterie. Après être devenu capitaine le 22 mars 1889, Wichura est muté un an plus tard à Strasbourg et affecté à partir du 1er avril 1890 comme commandant de compagnie dans le 143e régiment d'infanterie. Il occupe la même fonction du 14 septembre 1893 au 14 juin 1898 à Haguenau dans le 137e régiment d'infanterie (de), devient entre-temps major le 12 septembre 1896, puis est nommé commandant du 3e bataillon du 143e régiment d'infanterie à Mutzig.
Wichura prend ensuite en charge le 9 juillet 1900 le 1er bataillon du 4e régiment d'infanterie est-asiatique, avec lequel il participa en Chine à la répression de la révolte des Boxers. Pour le commandement de son unité, Wichura est décoré de l'ordre de l'Aigle rouge de 4e classe avec épées.
Après la fin des combats et le retour en Empire allemand, Wichura est affecté au 132e régiment d'infanterie (de) et nommé commandant du 3e bataillon à Strasbourg le 2 septembre 1901. Après avoir été promu lieutenant-colonel le 18 avril 1903, il est muté deux mois plus tard à l'état-major du 113e régiment d'infanterie à Fribourg-en-Brisgau. Il est ensuite nommé commandant du commandement de district de Berlin I le 22 avril 1905 et promu colonel le 10 avril 1906. En tant que tel, il est nommé le 17 décembre 1908 commandant du 10e régiment de grenadiers à Schweidnitz. Wichura remet le régiment à son successeur, le colonel von Blankensee, le 18 février 1910 et est ensuite chargé de commander la 23e brigade d'infanterie. Avec une promotion simultanée au grade de Generalmajor, il est nommé le 22 mars 1910 commandant de brigade à Gleiwitz. Lors de son transfert à Francfort-sur-l'Oder le 1er octobre 1912, Wichura est promu au rang de général de corps d'armée et nommé commandant de la 5e division d'infanterie.

### Première Guerre mondiale
Avec le début de la Première Guerre mondiale, sa division se mobilise et entre en Belgique neutre en compagnie du 3e corps d'armée. Le 18 août, des combats ont lieu pour la première fois à Tirlemont, suivis les 22 et 23 août par la bataille de Mons et le 26 août par celle du Cateau a suivi. Après la bataille de la Marne, Wichura est chargé avec sa division de retirer les 2e et 3e corps d'armée à couvrir de la rive gauche à la rive droite de l'Aisne. Ensuite, la grande unité passe à la guerre des tranchées . En janvier 1915, la division Wichura combat à la bataille de Soissons, qui s'est développée à partir d'une tentative de percée française. Pour la conduite de sa division et la capture de plus de 5 000 prisonniers, 18 pièces d'artillerie lourde et 17 pièces d'artillerie légère, Guillaume II lui décerne la croix de commandeur de l'ordre royal de Hohenzollern avec épées.
En septembre 1915, alors qu'il est déjà prévu de l'envoyer sur le front de l'Est, l'embarquement est stoppé et la division est jetée dans la bataille d'automne en Champagne en tant que réserve la plus proche disponible. Une fois les combats terminés, la division reste en Champagne jusqu'au début du mois de décembre 1915, date à laquelle elle rejoint la 5e armée, qui se trouve devant Verdun.
Lors de la bataille de Verdun qui débute le 21 février 1916, la division prit d'assaut en quelques jours le Bois de Ville, la forêt de Walvrille, la position de Louvremont et la Côte du Poivre et se bat finalement pour le village fortement fortifié de Dounaumont, qui peut être pris le 2 mars. Après avoir subi de lourdes pertes dans la forêt de la Caillette, la division est retirée du front pour se reposer et se rafraîchir. Après une pause de quatre semaines, elle se présente devant Verdun au fort de Douaumont et repousse plusieurs contre-attaques avant d'être à nouveau relevée fin mai après avoir subi de lourdes pertes.
Elle n'intervient à nouveau qu'au début de la bataille de la Somme et Wichura y commande la section de Longueval-Forêt de Delville du 20 juillet au 3 août 1916. Il est ensuite transféré en Champagne, où Wichura est nommé chef du 8e corps de réserve le 7 septembre 1916. C'est à ce poste qu'il est promu général d'infanterie le 22 mars 1917. Pour ses succès défensifs lors de la bataille d'Arras, il reçoit le 26 avril 1917 la plus haute distinction de bravoure prussienne, le Pour le Mérite. De fin mai à août, le corps d'armée se trouve en Haute-Alsace et participe ensuite aux batailles du Chemin des Dames et de l'Ailette au sein de la 7e armée. Le 6 avril 1918, le Corps attaque la rive sud de l'Oise à Amigny, force la traversée du fleuve et prend d'assaut les faubourgs de Chauny. Par la suite, de fortes positions ennemies peuvent être conquises près d'Amigny ainsi que la partie nord-est de la forêt de Coucy. Ensuite, le corps d'armée traverse l'Ailette jusqu'au canal Oise-Aisne et, après d'âpres combats, peut également prendre Coucy-le-Château. Après une accalmie, Wichura entre dans la bataille de Soissons et de Reims, franchit le Chemin des Dames, brise la résistance de l'ennemi sur le plateau de Condé et prend d'assaut le fort du même nom. Ensuite, Vregny, Missy et les hauteurs à l'ouest de Cirey sur la rive sud de l'Aisne peuvent être prises et l'ennemi est repoussé par la Vesle jusqu'à la Marne. En reconnaissance de ses services, Wichura est ensuite décoré le 8 juin 1918 par l'AKO des feuilles de chêne du Pour le Mérite.
Le 15 juillet 1918, son corps d'armée franchit la rivière au début de la bataille de la Marne, mais s'enlise après des succès initiaux. La contre-attaque lancée par le général français Ferdinand Foch menace gravement sa situation. Wichura réussit néanmoins à mettre son corps d'armée en sécurité sur la rive nord de la Marne à l'aube du 20 juillet 1918. Pour cet exploit, on lui décerne l'ordre de l'Aigle rouge de 1re classe avec feuilles de chêne et épées. Début août, il repasse la Vesle et se trouve dans des combats défensifs permanents jusqu'à la fin de la guerre.

### Après-guerre
Après le retour au pays et la démobilisation du corps, Wichura est nommé général commandant du 5e corps d'armée. Avec la dissolution de l'ancienne armée, il demande son départ et est mis à disposition avec pension le 20 septembre 1919.

## Famille
Wichura se marie le 10 décembre 1913 avec Ellinoe Elisabeth, née von Langenn-Steinkeller (de) (1879–1954).

## Honneurs
Il est citoyen d'honneur de la ville de Francfort-sur-l'Oder depuis 1916 et une rue de Berlin porte son nom depuis 1937 .